# 拉斯洛馬斯 (拉平塔達區)
拉斯洛馬斯（西班牙語：Las Lomas），是巴拿馬的城鎮，位於該國中部，由科克萊省的拉平塔達區負責管轄，面積86.1平方公里，海拔高度56米，2010年人口2,072，人口密度每平方公里24.1人。